# Bryum elwendicum
Bryum elwendicum är en bladmossart som beskrevs av Fehlner 1884. Bryum elwendicum ingår i släktet bryummossor, och familjen Bryaceae. Inga underarter finns listade i Catalogue of Life.